# Kabinett Zuma I

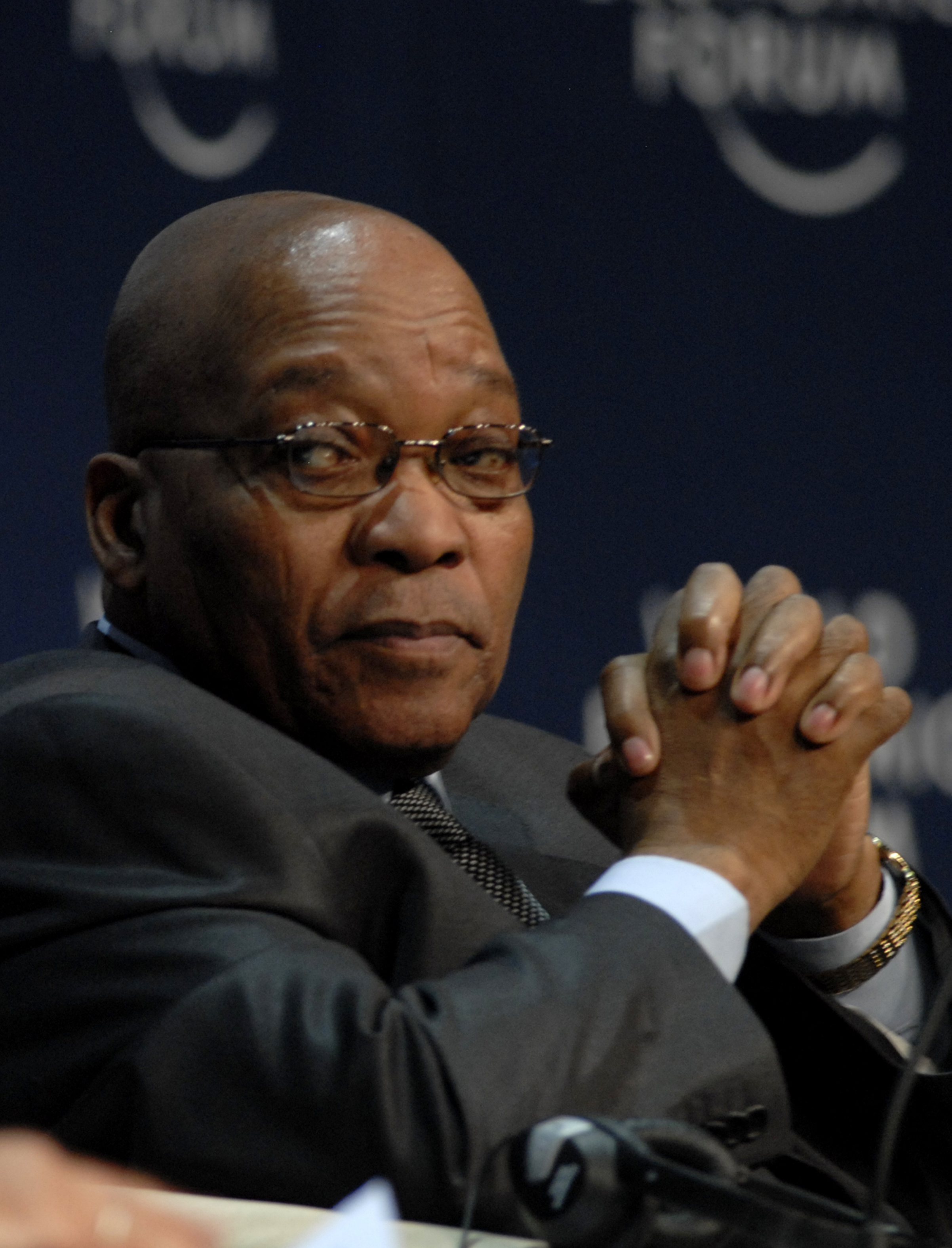
Jacob Zuma (2009)

Das Kabinett Zuma I wurde am 10. Mai 2009 von Jacob Zuma vorgestellt, der am 9. Mai 2009 Präsident der Republik Südafrika wurde. Zumas Vizepräsident wurde Kgalema Motlanthe.

## Kabinett
Dem Kabinett gehörten am 10. Mai 2009 folgende Minister und Vizeminister an:
| Geschäftsbereich                                                                                 | Minister                                | Vizeminister                                 |
| ------------------------------------------------------------------------------------------------ | --------------------------------------- | -------------------------------------------- |
| Präsident                                                                                        | Jacob Zuma                              | siehe nächste Zeile                          |
| Vizepräsident                                                                                    | Kgalema Motlanthe                       |                                              |
| Minister beim Präsidenten für Leistungsüberwachung, Evaluation und Verwaltung des Präsidialamtes | Collins Chabane                         | –                                            |
| Minister beim Präsidenten für die Nationale Planungskommission                                   | Trevor Manuel                           | –                                            |
| Internationale Beziehungen und Zusammenarbeit                                                    | Maite Nkoana-Mashabane                  | Ebrahim Ismail Ebrahim und Sue van der Merwe |
| Handel und Industrie                                                                             | Rob Davies                              | Thandi Tobias und Maria Ntuli                |
| Wohn- und Siedlungswesen                                                                         | Tokyo Sexwale                           | Zou Kota                                     |
| Innere Angelegenheiten                                                                           | Nkosazana Dlamini-Zuma                  | Malusi Gigaba                                |
| Gesundheit                                                                                       | Aaron Motsoaledi                        | Molefi Sefularo                              |
| Finanzen                                                                                         | Pravin Gordhan                          | Nhlanhla Nene                                |
| Wasser und Umweltangelegenheiten                                                                 | Buyelwa Sonjica                         | Rejoice Mabhudafhasi                         |
| Verkehr                                                                                          | Sibusiso Joel Ndebele                   | Jeremy Cronin                                |
| Tourismus                                                                                        | Marthinus van Schalkwyk                 | Thozile Xasa                                 |
| Wirtschaftliche Entwicklung                                                                      | Ebrahim Patel                           | Gwen Mahlangu-Nkabinde                       |
| Polizei                                                                                          | Nathi Mthethwa                          | Fikile Mbalula                               |
| Justiz und Verfassungsentwicklung                                                                | Jeff Radebe                             | Andries Nel                                  |
| Verteidigung und Militärveteranen                                                                | Lindiwe Sisulu                          | Thabang Makwetla                             |
| Strafvollzug                                                                                     | Nosiviwe Mapisa-Nqakula                 | Hlengiwe Mkhize                              |
| Kooperative Regierungsführung und traditionelle Angelegenheiten                                  | Sicelo Shiceka                          | Yunus Carrim                                 |
| Kommunikation                                                                                    | Siphiwe Nyanda                          | Dina Pule                                    |
| Grundlegende Bildung                                                                             | Angie Motshekga                         | Enver Surty                                  |
| Kunst und Kultur                                                                                 | Lulu Xingwana                           | Paul Mashatile                               |
| Landwirtschaft, Forstwirtschaft und Fischerei                                                    | Tina Joemat-Peterson                    | Pieter Mulder                                |
| Öffentlicher Dienst und Verwaltung                                                               | Richard Baloyi                          | Roy Padayachie                               |
| Öffentliche Unternehmen                                                                          | Barbara Hogan→ Malusi Gigaba (Nov 2010) | Enoch Godongwana                             |
| Sport und Erholung                                                                               | Makhenkesi Arnold Stofile               | Gert Oosthuizen                              |
| Soziale Entwicklung                                                                              | Edna Molewa                             | Bathabile Dlamini                            |
| Wissenschaft und Technologie                                                                     | Naledi Pandor                           | Derek Hanekom                                |
| Ländliche Entwicklung und Landreform                                                             | Gugile Nkwinti                          | Joe Phaahla                                  |
| Öffentliche Arbeiten                                                                             | Geoff Doidge                            | Hendrietta Bogopane-Zulu                     |
| Energie                                                                                          | Dipuo Peters                            | –                                            |
| Bergbau                                                                                          | Susan Shabangu                          | –                                            |
| Arbeit                                                                                           | Membathisi Mdladlana                    | –                                            |
| Staatliche Sicherheit                                                                            | Siyabonga Cwele                         | –                                            |
| Frauen, Jugend, Kinder und Menschen mit Behinderungen                                            | Noluthando Mayende-Sibiya               | –                                            |
| Höhere Schul- und Berufsausbildung                                                               | Blade Nzimande                          | –                                            |

## Kabinettsumbildungen
- Am 24. Oktober 2010 kam es zu einer umfangreichen Kabinettsumbildung, nachdem die Ministerin für öffentliche Arbeiten Gwen Mahlangu-Nkabinde und die Ministerin für Genossenschaftsverwaltung und traditionelle Angelegenheiten Sicelo Shiceka entlassen wurden. Dina Pule, mittlerweile Vizeministerin für Leistungsüberwachung und Evaluation im Präsidialamt, wurde neue Kommunikationsministerin, während der bisherige Vizeminister für ländliche Entwicklung und Landreform Thembelani Nxesi neuer Minister für öffentliche Arbeiten wurde. Kommunikationsminister Roy Padayachie wurde stattdessen Minister für den öffentlichen Dienst und Verwaltung, wohingegen der bisherige Minister für den öffentlichen Dienst und Verwaltung Richard Baloyi nunmehr Minister für Genossenschaftsverwaltung und traditionelle Angelegenheiten wurde.

Weitere Veränderung betrafen einige Vizeminister: Obed Bapela, bisheriger Vizeminister für Kommunikation, wurde Vizeminister für Leistungsüberwachung und Evaluation im Präsidialamt; Hendrietta Bogopane-Zulu, bisherige Vizeministerin für öffentliche Arbeiten, wurde Vizeministerin für Frauen, Kinder und Menschen mit Behinderungen; Solomon Lechesa Tsenoli, wurde neuer Vizeminister für ländliche Entwicklung und Landreform, sowie Thembisa Stella Ndabeni, die neue Vizeministerin für Kommunikation wurde.
- Am 12. Juni 2012 wurde die bisherige Strafvollzugsministerin Nosiviwe Mapisa-Nqakula neue Ministerin für Verteidigung und Militärveteranen als Nachfolgerin von Lindiwe Sisulu, die wiederum Ministerin für den öffentlichen Dienst und Verwaltung wurde. Der bisherige Minister für den öffentlichen Dienst Roy Padayachie verstarb bei einem Auslandsaufenthalt in Äthiopien. Neue Ministerin für den Strafvollzug wurde die bisherige Verkehrsministerin Sibusiso Joel Ndebele. Neuer Verkehrsminister wurde daraufhin Ben Martins.

Weitere Veränderungen gab es im Bereich der Vizeminister wegen des Rücktritts von Enoch Godongwana (bisher Vizeminister für wirtschaftliche Entwicklung) und wegen des Wechsels von Henrietta Bogopane-Zulu (bisher Vizeminister für öffentliche Arbeiten) als Vizeministerin in das Ministerium für Frauen, Kinder und Menschen mit Behinderungen. Neue Vizeminister wurde Sindisiwe Chikunga (Verkehrsministerium), Gratitude Magwanishe (Ministerium für öffentliche Unternehmen), Jeremy Cronin (Ministerium für öffentliche Arbeiten), Hlengiwe Mkhize (Ministerium für wirtschaftliche Entwicklung) sowie Mduduzi Manana (Ministerium für Hochschulbildung).
- Am 2. Oktober 2012 verließ Nkosazana Dlamini-Zulu das Kabinett, um Kommissionsvorsitzende der Afrikanischen Union zu werden. Ihr Ressort erhielt Naledi Pandor,[3] die ihrerseits durch Derek Hanekom ersetzt wurde.

- Am 9. Juli 2013 wurden Tokyo Sexwale und Dina Pule entlassen. Sexwale wurde durch Connie September ersetzt, Pule durch Yunus Carrim. Minister für Genossenschaftsverwaltung und traditionelle Angelegenheiten Richard Baloyi wurde durch Lechesa Tsenoli ersetzt; die Minister Peters und Martins tauschten die Ressorts, so dass Martins Energieminister und Peters Transportminister wurde.[4]